# Conselleria del Mar de la Xunta de Galícia
La Conselleria del Mar de la Xunta de Galícia (en gallec Consellería do Mar) és una conselleria de la Xunta de Galícia amb responsabilitats en la gestió i promoció de la pesca, el mariscqueig i les instal·lacions portuàries.

## Història
La Conselleria del Mar va néixer el 1982 amb el nom de Conselleria de Pesca, en el primer govern autonòmic de Xerardo Fernández Albor. En tota la seva història ha anat canviant de nom, però les seves competències van ser les mateixes fins que l'any 2009 es va fer càrrec de la gestió de Portos de Galicia, que fins llavors pertanyia a la conselleria de Política Territorial. Entre 1984 i 1986 es va integrar en la conselleria d'Agricultura, i entre 2012 i 2015 es va tornar a fusionar amb aquesta, sota el nom de conselleria del Medi Rural. Des d'octubre de 2015 torna a ser una conselleria independent.

## Estructura interna

### Secretaries i direccions generals
- Secretaria general de Mar: Juan Carlos Maneiro Cadillo
  - Direcció general de Desenvolupament pesquer: Susana Rodríguez Carballo.

### Ens associats
- Instituto Tecnolóxico para o Control do Medio Mariño
- Portos de Galicia

### Conselleiros i conselleiras
1. José Baldomero Fernández Calviño (1979-1982). Com a conselleiro de Pesca.
2. Ramón Díaz del Río (1982-1983). Com a conselleiro de Pesca.
3. Xoán Manuel Páramo Neira (1986-1987). Com a conselleiro de Pesca, Marisqueig i Cultius Marins.
4. Xosé Henrique Rodríguez Peña (1987-1990). Com a conselleiro de Pesca.
5. Henrique López Veiga (1990-1993). Com a conselleiro de Pesca, Marisqueig i Aqüicultura.
6. Xoán Caamaño (1993-1997).
7. Amancio Landín Jaraiz (1997-2001).
8. Henrique López Veiga (2001-2005). Primer com a conselleiro de Pesca, Marisqueig i Aqüicultura, i després d'uns mesos, encara al 2001, com a conselleiro de Pesca i Afers Marítims.
9. Carmen Gallego (2005-2009).
10. Rosa Quintana (2009-2012). Com a conselleira del Mar.
11. Rosa Quintana (2012-2015). Com a conselleira de Medi Rural i del Mar.
12. Rosa Quintana (2015-). Com a conselleira del Mar.